# Liste der Nummer-eins-Hits in Österreich (2014)
Dies ist eine Liste der Nummer-eins-Hits in Österreich im Jahr 2014. Sie basiert auf den Top 75 der Austria Charts bei den Singles und bei den Alben. Bis Anfang des Jahres gingen nur die Verkäufe von Tonträgern und Downloads in die Chartberechnung ein. Seit der Ausgabe mit Datum 31. Jänner sind bei den Singlecharts auch kostenpflichtige Streaming-Angebote enthalten. Das in der Liste angegebene Charteintrittsdatum ist der Freitag zwei Wochen nach Beginn der Verkaufswoche.

## Singles
| ← 2013 ← | Liste der Nummer-eins-Hits in Österreich | Liste der Nummer-eins-Hits in Österreich    | Liste der Nummer-eins-Hits in Österreich | 2015 → |
| \| Zeitraum \| Wo. ges. \| Interpret \| Titel Autor(en) \| Zusätzliche Informationen \| \| (Zeitraum, Wochen auf Platz eins, Interpret, Titel, Autor[en], zusätzliche Informationen) \| \| \| \| \| \| ----------------------------------------------------------------------------------------- \| -------- \| ------------------------------------------- \| ------------------------------------------------------------------------------------------------------------------------------------------------------------------- \| ---------------------------------------------------------------------------------------------------------------------------------------------------------------------------------------------------------------------- \| \| 13. Dezember 2013 – 23. Januar 2014 6 Wochen (insgesamt 6) \| 6 \| Pitbull feat. Kesha \| Timber Lukasz Gottwald, Henry Walter, Kesha Sebert, Armando C. Pérez, Priscilla Hamilton, Jamie Sanderson, Breyan Stanley Isaac, Lee Oskar, Keri Oskar, Greg Errico \| – \| \| 24. Januar 2014 – 30. Januar 2014 1 Woche \| 1 \| Adel Tawil \| Lieder Adel Tawil, Sebastian Kirchner, Tobias Kuhn, Sebastian Wehlings \| Zuletzt als Sänger von Ich + Ich schon ein Chartdauergast startet Adel Tawil erfolgreich in eine Solokarriere. \| \| 31. Januar 2014 – 6. Februar 2014 1 Woche \| 1 \| Lily Allen \| Hard out Here Lily Allen, Greg Kurstin \| Das Lied wurde als Titelmusik für die achte Staffel von Ich bin ein Star – Holt mich hier raus! verwendet. Nach Not Fair, das 2009 Platz 6 erreichte, ist es ihr zweiter österreichischer Top-Ten-Hit. \| \| 7. Februar 2014 – 27. Februar 2014 3 Wochen (insgesamt 4) \| 4 \| Helene Fischer \| Atemlos durch die Nacht Kristina Bach \| – \| \| 28. Februar 2014 – 20. März 2014 3 Wochen \| 3 \| Pharrell Williams \| Happy Pharrell Williams \| – \| \| 21. März 2014 – 17. April 2014 4 Wochen \| 4 \| Mr. Probz \| Waves (Robin Schulz Remix) Dennis Princewell Stehr \| – \| \| 18. April 2014 – 1. Mai 2014 2 Wochen \| 2 \| Clean Bandit feat. Jess Glynne \| Rather Be James Napier, Jack Patterson, Grace Chatto, Nicole Marshall \| – \| \| 2. Mai 2014 – 15. Mai 2014 2 Wochen \| 2 \| George Ezra \| Budapest Joel Pott, George Ezra \| Der englische Newcomer war mit seiner ersten Hitsingle in Österreich noch erfolgreicher als in seiner Heimat und das zwei Monate, bevor er die Höchstposition in den britischen Charts erreichte. \| \| 16. Mai 2014 – 22. Mai 2014 1 Woche \| 1 \| Aneta Sablik \| The One Sylvia Gordon, Konstantin Scherer, Vincent Stein, Matthias Zürkler, Oliver Pum \| Die Castingshow Deutschland sucht den Superstar ist auch in der 11. Staffel noch über die Grenzen hinaus sehr erfolgreich. \| \| 23. Mai 2014 – 29. Mai 2014 1 Woche \| 1 \| Conchita Wurst \| Rise Like a Phoenix Alexander Zuckowski, Julian Maas, Robin Grubert \| Nachdem Udo Jürgens 1966 den Wettbewerb gewonnen hatte, holte der Travestiekünstler Thomas Neuwirth 2014 zum zweiten Mal im Wettstreit von 37 europäischen Nationen den Sieg nach Österreich. \| \| 30. Mai 2014 – 26. Juni 2014 4 Wochen \| 4 \| Cro \| Traum Christoph Bauss, Fridolin Walcher, Carlo Waibel \| – \| \| 27. Juni 2014 – 24. Juli 2014 4 Wochen (insgesamt 5) \| 5 \| Lilly Wood & the Prick and Robin Schulz \| Prayer in C (Robin Schulz Remix) Nili Hadida, Benjamin Cotto \| Nach Waves bereits der zweite Remix des deutschen DJs, der in diesem Jahr Platz eins erreicht. \| \| 25. Juli 2014 – 31. Juli 2014 1 Woche \| 1 \| Andreas Bourani \| Auf uns Andreas Bourani, Tom Olbrich, Julius Hartog \| – \| \| 1. August 2014 – 7. August 2014 1 Woche (insgesamt 5) \| 5 \| Lilly Wood & the Prick and Robin Schulz \| Prayer in C (Robin Schulz Remix) Nili Hadida, Benjamin Cotto \| – \| \| 8. August 2014 – 14. August 2014 1 Woche (insgesamt 4) \| 4 \| Helene Fischer \| Atemlos durch die Nacht Kristina Bach \| – \| \| 15. August 2014 – 28. August 2014 2 Wochen \| 2 \| David Guetta feat. Sam Martin \| Lovers on the Sun David Guetta, Tim Bergling, Frédéric Riesterer, Giorgio Tuinfort, Jason Evigan, Michael Einziger \| Für den französischen DJ ist es die dritte Nummer-eins-Platzierung in Österreich nach 2009 und 2011. \| \| 29. August 2014 – 2. Oktober 2014 5 Wochen \| 5 \| Martin Tungevaag \| Wicked Wonderland Henning Olerud, Martin Tungevaag, Harper Russ \| – \| \| 3. Oktober 2014 – 13. November 2014 6 Wochen \| 6 \| Meghan Trainor \| All About That Bass Kevin Kadish, Meghan Trainor \| – \| \| 14. November 2014 – 20. November 2014 1 Woche \| 1 \| The Avener \| Fade Out Lines Tristan Casara \| – \| \| 21. November 2014 – 18. Dezember 2014 4 Wochen \| 4 \| David Guetta feat. Sam Martin \| Dangerous David Guetta, Giorgio Tuinfort, Sam Martin, Jason Evigan, Lindy Robbins \| Nach Lovers on the Sun ist es bereits der zweite Nummer-eins-Hit für David Guetta und Sam Martin in diesem Jahr. \| \| 19. Dezember 2014 – 25. Dezember 2014 1 Woche \| 1 \| James Newton Howard feat. Jennifer Lawrence \| The Hanging Tree Jeremiah Fraites, Wesley Schultz, Suzanne Collins \| Nach Happy ist dies der zweite Filmhit auf Platz eins in diesem Jahr. Das Lied aus dem dritten Teil der Tribute von Panem schaffte dies allein als Einzeltrackdownload vom Filmsoundtrack ohne Singleveröffentlichung. \| \| 26. Dezember 2014 – 19. Februar 2015 8 Wochen \| 8 \| Hozier \| Take Me to Church Andrew Hozier-Byrne \| – \| |                                          |                                             | | |
| ← 2013 |                                          |                                             | | → 2015 → |
| Zeitraum | Wo. ges.                                 | Interpret                                   | Titel Autor(en) | Zusätzliche Informationen |
| (Zeitraum, Wochen auf Platz eins, Interpret, Titel, Autor[en], zusätzliche Informationen) |                                          |                                             | | |
| 13. Dezember 2013 – 23. Januar 2014 6 Wochen (insgesamt 6) | 6                                        | Pitbull feat. Kesha                         | Timber Lukasz Gottwald, Henry Walter, Kesha Sebert, Armando C. Pérez, Priscilla Hamilton, Jamie Sanderson, Breyan Stanley Isaac, Lee Oskar, Keri Oskar, Greg Errico | – |
| 24. Januar 2014 – 30. Januar 2014 1 Woche | 1                                        | Adel Tawil                                  | Lieder Adel Tawil, Sebastian Kirchner, Tobias Kuhn, Sebastian Wehlings                                                                                              | Zuletzt als Sänger von Ich + Ich schon ein Chartdauergast startet Adel Tawil erfolgreich in eine Solokarriere. |
| 31. Januar 2014 – 6. Februar 2014 1 Woche | 1                                        | Lily Allen                                  | Hard out Here Lily Allen, Greg Kurstin | Das Lied wurde als Titelmusik für die achte Staffel von Ich bin ein Star – Holt mich hier raus! verwendet. Nach Not Fair, das 2009 Platz 6 erreichte, ist es ihr zweiter österreichischer Top-Ten-Hit.                 |
| 7. Februar 2014 – 27. Februar 2014 3 Wochen (insgesamt 4) | 4                                        | Helene Fischer                              | Atemlos durch die Nacht Kristina Bach | – |
| 28. Februar 2014 – 20. März 2014 3 Wochen | 3                                        | Pharrell Williams                           | Happy Pharrell Williams | – |
| 21. März 2014 – 17. April 2014 4 Wochen | 4                                        | Mr. Probz                                   | Waves (Robin Schulz Remix) Dennis Princewell Stehr | – |
| 18. April 2014 – 1. Mai 2014 2 Wochen | 2                                        | Clean Bandit feat. Jess Glynne              | Rather Be James Napier, Jack Patterson, Grace Chatto, Nicole Marshall                                                                                               | – |
| 2. Mai 2014 – 15. Mai 2014 2 Wochen | 2                                        | George Ezra                                 | Budapest Joel Pott, George Ezra | Der englische Newcomer war mit seiner ersten Hitsingle in Österreich noch erfolgreicher als in seiner Heimat und das zwei Monate, bevor er die Höchstposition in den britischen Charts erreichte.                      |
| 16. Mai 2014 – 22. Mai 2014 1 Woche | 1                                        | Aneta Sablik                                | The One Sylvia Gordon, Konstantin Scherer, Vincent Stein, Matthias Zürkler, Oliver Pum                                                                              | Die Castingshow Deutschland sucht den Superstar ist auch in der 11. Staffel noch über die Grenzen hinaus sehr erfolgreich.                                                                                             |
| 23. Mai 2014 – 29. Mai 2014 1 Woche | 1                                        | Conchita Wurst                              | Rise Like a Phoenix Alexander Zuckowski, Julian Maas, Robin Grubert                                                                                                 | Nachdem Udo Jürgens 1966 den Wettbewerb gewonnen hatte, holte der Travestiekünstler Thomas Neuwirth 2014 zum zweiten Mal im Wettstreit von 37 europäischen Nationen den Sieg nach Österreich.                          |
| 30. Mai 2014 – 26. Juni 2014 4 Wochen | 4                                        | Cro                                         | Traum Christoph Bauss, Fridolin Walcher, Carlo Waibel | – |
| 27. Juni 2014 – 24. Juli 2014 4 Wochen (insgesamt 5) | 5                                        | Lilly Wood & the Prick and Robin Schulz     | Prayer in C (Robin Schulz Remix) Nili Hadida, Benjamin Cotto | Nach Waves bereits der zweite Remix des deutschen DJs, der in diesem Jahr Platz eins erreicht. |
| 25. Juli 2014 – 31. Juli 2014 1 Woche | 1                                        | Andreas Bourani                             | Auf uns Andreas Bourani, Tom Olbrich, Julius Hartog | – |
| 1. August 2014 – 7. August 2014 1 Woche (insgesamt 5) | 5                                        | Lilly Wood & the Prick and Robin Schulz     | Prayer in C (Robin Schulz Remix) Nili Hadida, Benjamin Cotto | – |
| 8. August 2014 – 14. August 2014 1 Woche (insgesamt 4) | 4                                        | Helene Fischer                              | Atemlos durch die Nacht Kristina Bach | – |
| 15. August 2014 – 28. August 2014 2 Wochen | 2                                        | David Guetta feat. Sam Martin               | Lovers on the Sun David Guetta, Tim Bergling, Frédéric Riesterer, Giorgio Tuinfort, Jason Evigan, Michael Einziger                                                  | Für den französischen DJ ist es die dritte Nummer-eins-Platzierung in Österreich nach 2009 und 2011. |
| 29. August 2014 – 2. Oktober 2014 5 Wochen | 5                                        | Martin Tungevaag                            | Wicked Wonderland Henning Olerud, Martin Tungevaag, Harper Russ | – |
| 3. Oktober 2014 – 13. November 2014 6 Wochen | 6                                        | Meghan Trainor                              | All About That Bass Kevin Kadish, Meghan Trainor | – |
| 14. November 2014 – 20. November 2014 1 Woche | 1                                        | The Avener                                  | Fade Out Lines Tristan Casara | – |
| 21. November 2014 – 18. Dezember 2014 4 Wochen | 4                                        | David Guetta feat. Sam Martin               | Dangerous David Guetta, Giorgio Tuinfort, Sam Martin, Jason Evigan, Lindy Robbins                                                                                   | Nach Lovers on the Sun ist es bereits der zweite Nummer-eins-Hit für David Guetta und Sam Martin in diesem Jahr. |
| 19. Dezember 2014 – 25. Dezember 2014 1 Woche | 1                                        | James Newton Howard feat. Jennifer Lawrence | The Hanging Tree Jeremiah Fraites, Wesley Schultz, Suzanne Collins                                                                                                  | Nach Happy ist dies der zweite Filmhit auf Platz eins in diesem Jahr. Das Lied aus dem dritten Teil der Tribute von Panem schaffte dies allein als Einzeltrackdownload vom Filmsoundtrack ohne Singleveröffentlichung. |
| 26. Dezember 2014 – 19. Februar 2015 8 Wochen | 8                                        | Hozier                                      | Take Me to Church Andrew Hozier-Byrne | – |

## Alben
| ← 2013 ← | Liste der Nummer-eins-Alben in Österreich | Liste der Nummer-eins-Alben in Österreich | Liste der Nummer-eins-Alben in Österreich | 2015 → |
| \| Zeitraum \| Wo. ges. \| Interpret \| Titel \| Zusätzliche Informationen \| \| (Zeitraum, Wochen auf Platz eins, Interpret, Titel, zusätzliche Informationen) \| \| \| \| \| \| ------------------------------------------------------------------------------ \| -------- \| ---------------------------------------- \| ----------------------------------------- \| ---------------------------------------------------------------------------------------------------------------------------------------------------------------------------------------------------------------------------------------------------------------------------------------------------------------------------------------------------------------------------------------------------------------------------------------------------------------------------------------------------------------------------- \| \| 29. November 2013 – 9. Januar 2014 6 Wochen \| 6 \| Robbie Williams \| Swings Both Ways \| – \| \| 10. Januar 2014 – 23. Januar 2014 2 Wochen (insgesamt 25) \| 25 \| Helene Fischer \| Farbenspiel \| – \| \| 24. Januar 2014 – 6. Februar 2014 2 Wochen \| 2 \| Wiener Philharmoniker / Daniel Barenboim \| Neujahrskonzert 2014 \| – \| \| 7. Februar 2014 – 27. Februar 2014 3 Wochen (insgesamt 25) \| 25 \| Helene Fischer \| Farbenspiel \| – \| \| 28. Februar 2014 – 6. März 2014 1 Woche \| 1 \| Bushido \| Sonny Black \| – \| \| 7. März 2014 – 27. März 2014 3 Wochen (insgesamt 25) \| 25 \| Helene Fischer \| Farbenspiel \| – \| \| 28. März 2014 – 3. April 2014 1 Woche \| 1 \| Farid Bang \| Killa \| – \| \| 4. April 2014 – 15. Mai 2014 6 Wochen (insgesamt 25) \| 25 \| Helene Fischer \| Farbenspiel \| – \| \| 16. Mai 2014 – 22. Mai 2014 1 Woche \| 1 \| Fantasy \| Eine Nacht im Paradies \| – \| \| 23. Mai 2014 – 29. Mai 2014 1 Woche \| 1 \| Kollegah \| King \| – \| \| 30. Mai 2014 – 12. Juni 2014 2 Wochen (insgesamt 6) \| 6 \| Verschiedene Interpreten \| Sing meinen Song – Das Tauschkonzert \| Durch den Erfolg von Andreas Gabalier bei dieser Fernsehshow war der Showsampler in Österreich sogar noch ein bisschen erfolgreicher als in Deutschland. Die Interpretation von Gabaliers Amoi seg’ ma uns wieder durch Xavier Naidoo war der Höhepunkt der Sendungen und erreichte Platz 3 der Singlecharts, viele weitere Coverversionen von diesem Sampler und auch die Originalversionen stiegen auch in die Singlecharts ein. \| \| 13. Juni 2014 – 19. Juni 2014 1 Woche \| 1 \| Die Seer \| Echt seerisch \| Für die steirische Band ist es das vierte Nummer-eins-Album in Folge und das siebte Top-Album insgesamt in ihrer Heimat. \| \| 20. Juni 2014 – 26. Juni 2014 1 Woche \| 1 \| Cro \| Melodie \| – \| \| 27. Juni 2014 – 24. Juli 2014 4 Wochen (insgesamt 6) \| 6 \| Verschiedene Interpreten \| Sing meinen Song – Das Tauschkonzert \| – \| \| 25. Juli 2014 – 31. Juli 2014 1 Woche \| 1 \| Nockalm Quintett \| Du warst der geilste Fehler meines Lebens \| – \| \| 1. August 2014 – 7. August 2014 1 Woche (insgesamt 25) \| 25 \| Helene Fischer \| Farbenspiel \| – \| \| 8. August 2014 – 14. August 2014 1 Woche \| 1 \| Die Amigos \| Sommerträume \| – \| \| 15. August 2014 – 4. September 2014 3 Wochen (insgesamt 25) \| 25 \| Helene Fischer \| Farbenspiel \| – \| \| 5. September 2014 – 11. September 2014 1 Woche \| 1 \| Nazar \| Camouflage \| – \| \| 12. September 2014 – 18. September 2014 1 Woche \| 1 \| Die Seer \| Seer Jubiläums Open Air 2014 \| – \| \| 19. September 2014 – 25. September 2014 1 Woche (insgesamt 3) \| 3 \| Andreas Gabalier \| Home Sweet Home \| Nach seiner großen Samstagabendsendung Die Volks Rock'n'Roll Show am 6. September im österreichischen und deutschen Fernsehen kehrt das Nummer-eins-Album von Gabalier nach über einem Jahr an die Spitze zurück. \| \| 26. September 2014 – 2. Oktober 2014 1 Woche (insgesamt 25) \| 25 \| Helene Fischer \| Farbenspiel \| – \| \| 3. Oktober 2014 – 9. Oktober 2014 1 Woche \| 1 \| Leonard Cohen \| Popular Problems \| – \| \| 10. Oktober 2014 – 16. Oktober 2014 1 Woche \| 1 \| Element of Crime \| Lieblingsfarben und Tiere \| – \| \| 17. Oktober 2014 – 23. Oktober 2014 1 Woche (insgesamt 25) \| 25 \| Helene Fischer \| Farbenspiel \| – \| \| 24. Oktober 2014 – 30. Oktober 2014 1 Woche \| 1 \| Shindy \| FVCKB!TCHE$GETMONE¥ \| – \| \| 31. Oktober 2014 – 13. November 2014 2 Wochen (insgesamt 4) \| 4 \| Udo Jürgens und seine Gäste \| Mitten im Leben – Das Tribute Album \| Das Album zur Fernsehshow zum 80. Geburtstag von Udo Jürgens mit Neuinterpretationen und Originalversionen erfolgreicher Lieder des gebürtigen Österreichers. Mitwirkende Interpreten sind Christina Stürmer, Jamie Cullum, Chris de Burgh, Helene Fischer, Yvonne Catterfeld, Tim Bendzko, Lang Lang, Annett Louisan, LaBrassBanda, Santiano, José Carreras, Schiller, Otto Waalkes und das Ensemble des Musicals Ich war noch niemals in New York. Für Udo Jürgens ist es erst das zweite Nummer-eins-Album in Österreich. \| \| 14. November 2014 – 20. November 2014 1 Woche (insgesamt 25) \| 25 \| Helene Fischer \| Farbenspiel \| – \| \| 21. November 2014 – 27. November 2014 1 Woche \| 1 \| Pink Floyd \| The Endless River \| – \| \| 28. November 2014 – 4. Dezember 2014 1 Woche \| 1 \| One Direction \| Four \| – \| \| 5. Dezember 2014 – 11. Dezember 2014 1 Woche \| 1 \| Herbert Grönemeyer \| Dauernd jetzt \| – \| \| 12. Dezember 2014 – 25. Dezember 2014 2 Wochen \| 2 \| AC/DC \| Rock or Bust \| – \| \| 26. Dezember 2014 – 8. Januar 2015 2 Wochen \| 2 \| Verschiedene Interpreten \| Sing meinen Song – Das Weihnachtskonzert \| Nach der erfolgreichen Show im Frühjahr wurde auch das Album zur Weihnachtssondersendung mit denselben Musikern zum Nummer-eins-Hit. \| |                                           |                                           |                                           | |
| ← 2013 |                                           |                                           |                                           | → 2015 → |
| Zeitraum | Wo. ges.                                  | Interpret                                 | Titel                                     | Zusätzliche Informationen |
| (Zeitraum, Wochen auf Platz eins, Interpret, Titel, zusätzliche Informationen) |                                           |                                           |                                           | |
| 29. November 2013 – 9. Januar 2014 6 Wochen | 6                                         | Robbie Williams                           | Swings Both Ways                          | – |
| 10. Januar 2014 – 23. Januar 2014 2 Wochen (insgesamt 25) | 25                                        | Helene Fischer                            | Farbenspiel                               | – |
| 24. Januar 2014 – 6. Februar 2014 2 Wochen | 2                                         | Wiener Philharmoniker / Daniel Barenboim  | Neujahrskonzert 2014                      | – |
| 7. Februar 2014 – 27. Februar 2014 3 Wochen (insgesamt 25) | 25                                        | Helene Fischer                            | Farbenspiel                               | – |
| 28. Februar 2014 – 6. März 2014 1 Woche | 1                                         | Bushido                                   | Sonny Black                               | – |
| 7. März 2014 – 27. März 2014 3 Wochen (insgesamt 25) | 25                                        | Helene Fischer                            | Farbenspiel                               | – |
| 28. März 2014 – 3. April 2014 1 Woche | 1                                         | Farid Bang                                | Killa                                     | – |
| 4. April 2014 – 15. Mai 2014 6 Wochen (insgesamt 25) | 25                                        | Helene Fischer                            | Farbenspiel                               | – |
| 16. Mai 2014 – 22. Mai 2014 1 Woche | 1                                         | Fantasy                                   | Eine Nacht im Paradies                    | – |
| 23. Mai 2014 – 29. Mai 2014 1 Woche | 1                                         | Kollegah                                  | King                                      | – |
| 30. Mai 2014 – 12. Juni 2014 2 Wochen (insgesamt 6) | 6                                         | Verschiedene Interpreten                  | Sing meinen Song – Das Tauschkonzert      | Durch den Erfolg von Andreas Gabalier bei dieser Fernsehshow war der Showsampler in Österreich sogar noch ein bisschen erfolgreicher als in Deutschland. Die Interpretation von Gabaliers Amoi seg’ ma uns wieder durch Xavier Naidoo war der Höhepunkt der Sendungen und erreichte Platz 3 der Singlecharts, viele weitere Coverversionen von diesem Sampler und auch die Originalversionen stiegen auch in die Singlecharts ein.                                                                                           |
| 13. Juni 2014 – 19. Juni 2014 1 Woche | 1                                         | Die Seer                                  | Echt seerisch                             | Für die steirische Band ist es das vierte Nummer-eins-Album in Folge und das siebte Top-Album insgesamt in ihrer Heimat. |
| 20. Juni 2014 – 26. Juni 2014 1 Woche | 1                                         | Cro                                       | Melodie                                   | – |
| 27. Juni 2014 – 24. Juli 2014 4 Wochen (insgesamt 6) | 6                                         | Verschiedene Interpreten                  | Sing meinen Song – Das Tauschkonzert      | – |
| 25. Juli 2014 – 31. Juli 2014 1 Woche | 1                                         | Nockalm Quintett                          | Du warst der geilste Fehler meines Lebens | – |
| 1. August 2014 – 7. August 2014 1 Woche (insgesamt 25) | 25                                        | Helene Fischer                            | Farbenspiel                               | – |
| 8. August 2014 – 14. August 2014 1 Woche | 1                                         | Die Amigos                                | Sommerträume                              | – |
| 15. August 2014 – 4. September 2014 3 Wochen (insgesamt 25) | 25                                        | Helene Fischer                            | Farbenspiel                               | – |
| 5. September 2014 – 11. September 2014 1 Woche | 1                                         | Nazar                                     | Camouflage                                | – |
| 12. September 2014 – 18. September 2014 1 Woche | 1                                         | Die Seer                                  | Seer Jubiläums Open Air 2014              | – |
| 19. September 2014 – 25. September 2014 1 Woche (insgesamt 3) | 3                                         | Andreas Gabalier                          | Home Sweet Home                           | Nach seiner großen Samstagabendsendung Die Volks Rock'n'Roll Show am 6. September im österreichischen und deutschen Fernsehen kehrt das Nummer-eins-Album von Gabalier nach über einem Jahr an die Spitze zurück. |
| 26. September 2014 – 2. Oktober 2014 1 Woche (insgesamt 25) | 25                                        | Helene Fischer                            | Farbenspiel                               | – |
| 3. Oktober 2014 – 9. Oktober 2014 1 Woche | 1                                         | Leonard Cohen                             | Popular Problems                          | – |
| 10. Oktober 2014 – 16. Oktober 2014 1 Woche | 1                                         | Element of Crime                          | Lieblingsfarben und Tiere                 | – |
| 17. Oktober 2014 – 23. Oktober 2014 1 Woche (insgesamt 25) | 25                                        | Helene Fischer                            | Farbenspiel                               | – |
| 24. Oktober 2014 – 30. Oktober 2014 1 Woche | 1                                         | Shindy                                    | FVCKB!TCHE$GETMONE¥                       | – |
| 31. Oktober 2014 – 13. November 2014 2 Wochen (insgesamt 4) | 4                                         | Udo Jürgens und seine Gäste               | Mitten im Leben – Das Tribute Album       | Das Album zur Fernsehshow zum 80. Geburtstag von Udo Jürgens mit Neuinterpretationen und Originalversionen erfolgreicher Lieder des gebürtigen Österreichers. Mitwirkende Interpreten sind Christina Stürmer, Jamie Cullum, Chris de Burgh, Helene Fischer, Yvonne Catterfeld, Tim Bendzko, Lang Lang, Annett Louisan, LaBrassBanda, Santiano, José Carreras, Schiller, Otto Waalkes und das Ensemble des Musicals Ich war noch niemals in New York. Für Udo Jürgens ist es erst das zweite Nummer-eins-Album in Österreich. |
| 14. November 2014 – 20. November 2014 1 Woche (insgesamt 25) | 25                                        | Helene Fischer                            | Farbenspiel                               | – |
| 21. November 2014 – 27. November 2014 1 Woche | 1                                         | Pink Floyd                                | The Endless River                         | – |
| 28. November 2014 – 4. Dezember 2014 1 Woche | 1                                         | One Direction                             | Four                                      | – |
| 5. Dezember 2014 – 11. Dezember 2014 1 Woche | 1                                         | Herbert Grönemeyer                        | Dauernd jetzt                             | – |
| 12. Dezember 2014 – 25. Dezember 2014 2 Wochen | 2                                         | AC/DC                                     | Rock or Bust                              | – |
| 26. Dezember 2014 – 8. Januar 2015 2 Wochen | 2                                         | Verschiedene Interpreten                  | Sing meinen Song – Das Weihnachtskonzert  | Nach der erfolgreichen Show im Frühjahr wurde auch das Album zur Weihnachtssondersendung mit denselben Musikern zum Nummer-eins-Hit. |

## Jahreshitparaden
| ← 2013 ← | Liste der Nummer-eins-Hits in Österreich | Liste der Nummer-eins-Hits in Österreich                        | Liste der Nummer-eins-Hits in Österreich | 2015 →   |
| \| Singles \| Position# \| Alben \| \| ------------------------------------------------------------------------------------------------------------------ \| --------- \| --------------------------------------------------------------- \| \| Atemlos durch die Nacht Helene Fischer Kristina Bach \| 1 \| Farbenspiel Helene Fischer \| \| Happy Pharrell Williams \| 2 \| Best of Helene Fischer Helene Fischer \| \| Traum Cro Christoph Bauss, Fridolin Walcher, Carlo Waibel \| 3 \| Sing meinen Song – Das Tauschkonzert Verschiedene Interpreten \| \| Prayer in C (Robin Schulz Remix) Lilly Wood & the Prick and Robin Schulz Nili Hadida, Benjamin Cotto \| 4 \| Home Sweet Home Andreas Gabalier \| \| I See Fire Ed Sheeran Edward Sheeran \| 5 \| Swings Both Ways Robbie Williams \| \| Calm After the Storm The Common Linnets Rob Crosby, Ilse Delange, Jan Bart Meijers, Jake Etheridge, Matthew Crosby \| 6 \| Rock or Bust AC/DC \| \| Waves (Robin Schulz Remix) Mr. Probz Dennis Princewell Stehr \| 7 \| Melodie Cro \| \| Budapest George Ezra Joel Pott, George Ezra \| 8 \| Neujahrskonzert 2014 Wiener Philharmoniker / Daniel Barenboim \| \| Auf uns Andreas Bourani Andreas Bourani, Tom Olbrich, Julius Hartog \| 9 \| Dauernd jetzt Herbert Grönemeyer \| \| All of Me John Legend John Stephens, Toby Gad \| 10 \| Mitten im Leben – Das Tribute Album Udo Jürgens und seine Gäste \| |                                          |                                                                 |                                          |          |
| ← 2013 |                                          |                                                                 |                                          | → 2015 → |
| Singles | Position#                                | Alben                                                           |                                          |          |
| Atemlos durch die Nacht Helene Fischer Kristina Bach | 1                                        | Farbenspiel Helene Fischer                                      |                                          |          |
| Happy Pharrell Williams | 2                                        | Best of Helene Fischer Helene Fischer                           |                                          |          |
| Traum Cro Christoph Bauss, Fridolin Walcher, Carlo Waibel | 3                                        | Sing meinen Song – Das Tauschkonzert Verschiedene Interpreten   |                                          |          |
| Prayer in C (Robin Schulz Remix) Lilly Wood & the Prick and Robin Schulz Nili Hadida, Benjamin Cotto | 4                                        | Home Sweet Home Andreas Gabalier                                |                                          |          |
| I See Fire Ed Sheeran Edward Sheeran | 5                                        | Swings Both Ways Robbie Williams                                |                                          |          |
| Calm After the Storm The Common Linnets Rob Crosby, Ilse Delange, Jan Bart Meijers, Jake Etheridge, Matthew Crosby | 6                                        | Rock or Bust AC/DC                                              |                                          |          |
| Waves (Robin Schulz Remix) Mr. Probz Dennis Princewell Stehr | 7                                        | Melodie Cro                                                     |                                          |          |
| Budapest George Ezra Joel Pott, George Ezra | 8                                        | Neujahrskonzert 2014 Wiener Philharmoniker / Daniel Barenboim   |                                          |          |
| Auf uns Andreas Bourani Andreas Bourani, Tom Olbrich, Julius Hartog | 9                                        | Dauernd jetzt Herbert Grönemeyer                                |                                          |          |
| All of Me John Legend John Stephens, Toby Gad | 10                                       | Mitten im Leben – Das Tribute Album Udo Jürgens und seine Gäste |                                          |          |